# 貝磊勾斯特
在托爾金（J. R. R. Tolkien）的小說裡，貝磊勾斯特（Belegost）是伊瑞德隆（Ered Luin）兩個矮人聚居地的其中一個。貝磊勾斯特在辛達林語中解作「巨大的要塞」。矮人以矮人語（Khuzdul）稱為Gabilgathol。托爾金則以麥克堡（Mickleburg）作為通用語英語化的名稱，因通用語在貝磊勾斯特覆亡後仍未發展。
貝磊勾斯特位於另一矮人城市諾格羅德（Nogrod）的北面，這裡也是Broadbeams族矮人的故鄉。貝磊勾斯特及諾格羅德是貿易伙伴。
貝磊勾斯特唯一一個知名的國王是第一紀元時期的阿薩格哈爾（Azaghâl），他遭半獸人伏擊時被諾多精靈（Noldor）的君主梅斯羅斯（Maedhros）拯救，並與梅斯羅斯締結盟約。尼南斯·阿農迪亞德戰役（Nirnaeth Arnoediad）接近結束時，阿薩格哈爾在與惡龍格勞龍（Glaurung）的戰鬥中戰死，但他亦重創格勞龍，使諾多精靈得以逃脫，算是向梅斯羅斯報恩。
戰後，其他的貝磊勾斯特矮人並沒有跟隨諾格羅德矮人劫掠明霓國斯（Menegroth），並嘗試勸止諾格羅德矮人。諾格羅德矮人被精靈及樹人（Ents）聯軍大敗，貝磊勾斯特矮人避過了這場災禍。雖然如此，林頓（Lindon）精靈和貝磊勾斯特矮人的關係亦相當惡劣，引發了貝磊勾斯特矮人的恐慌並向東遷移。
憤怒之戰（War of Wrath）的爆發使貝磊勾斯特矮人不得不離開，伊瑞德隆的崩塌摧毀了貝磊勾斯特。許多貝磊勾斯特矮人在向東遷移的四十年中死去，最終加入都靈（Durin）的部落，進入摩瑞亞。有部分貝磊勾斯特矮人留在貝磊斯勾特的廢墟。
畢佛（Bifur）、波佛（Bofur）及龐伯（Bombur）都居住在伊瑞德隆，直至第三紀元末《哈比人歷險記》的描述為止。他們並非索林‧橡木盾（Thorin Oakenshield）的親戚，因此可能是Broadbeams族矮人。